# کلی (متافیزیک)
کلی (به انگلیسی: Universal)، منسوب به کل و مترادف عام است. علم کلی، یعنی علمی که شامل همه چیز است؛ یا حتمیت کلی، یعنی حتمیتی که شامل تمام اقسام موجودات جهان است.
کلی لفظی است که مفهوم آن مانع از این نباشد که در معنی آن افراد متعددی شرکت داشته باشند. اگر مانع شرکت چیزی گردد، مفهوم آن شیء غیر از آن است.
کلی بر دو قسم است؛ حقیقی و اضافی:
کلی حقیقی مفهومی است که نفس تصور آن مانع شرکت کثیرین در آن نباشد. کلی اضافی مفهومی است که شیء دیگری در نفس الامر در تحت آن قرار گیرد و اخص از کلی حقیقی است.
1. کلیت صفت چیزی است که کلی است و کلیت شیء به معنی جمع آن است. قضیه کلیه در منطق قضیه‌ایست که موضوع آن شمول و استغراق داشته باشد، زیرا حکم آن در حالت ایجاب شامل تمام افراد موضوع است و در حالت سلب، سلب از تمام افراد است. اما استغراق و شمول محمول، در قضیه کلیه، در حالت ایجاب جزئی، و در حالت سلب کلی است.
2. کلیات خمس عبارت است از: جنس، نوع، فصل، خاصه، عرض عام.

مسئله کلیات از مسائل مشکل تاریخ فلسفه است. این مسئله عبارت است از اینکه آیا کلیات در عقل وجود دارند یا در خارج از عقل، نظریه اصالت واقع در مورد کلیات قائل به خارجیت و واقعیت کلیات در خارج از عقل است، اصالت مفهوم قائل به این است که کلیات در عقل موجود است. قول اصالت تسمیه این است که کلیات جز اسم چیز دیگری نیست. توماس آکوئینی به پیروی از ابن سینا می‌گوید:
کلیات دارای سه نحو وجود است: ۱- موجودیت قبل از کثرت در عقل الهی، ۲- موجودیت مع الکثرت در اعیان طبیعی، ۳- موجودیت بعد از کثرت در عقل.
1. کلیات در اصطلاح کانت عبارت است از معانی پیشینی ناشی از مقولات.
2. کلی انضمامی یا عینی نزد هگل، به نظر او خطاست تصور کنیم که مصادیق مفاهیم ذهنی، نخست تحقق دارند و در مرحله بعد، تمثل ذهنی ما تحقق می‌یابد و مفاهیم اشیاء از رهگذر عملیات انتزاع و ائتلاف وجوه اشتراک آنها شکل می‌گیرد، بلکه مفهوم اصل است و چیزها اموری هستند که از طریق مفهومی که در آنها حضور دارد و خود را در آنها آشکار می‌کند تحقق دارند.[۲][۳]